# Charles-Joseph de Ligne
Charles-Joseph Lamoral, 7è príncep de Ligne, nascut a Brussel·les el 12 de maig de 1735 i mort a Viena el 13 de desembre de 1814, fou un mariscal dels exèrcits imperials, diplomàtic al servei de l'emperador i home de lletres dels Països Baixos austríacs.
Assidu de les més grans corts d'Europa, fou un bon soldat, però també un gran seductor. Considerat un dels tres memorialistes principals del segle xviii amb Giacomo Casanova i Giuseppe Gorani, fou admirat per Goethe, Lord Byron, Barbey d'Aurevilly, Paul Valéry i Paul Morand.

## Biografia
Fill de Claude-Lamoral II, 6è Príncep de Ligne, i d'Elisabet, princesa de Salm, els seus padrins foren l'emperador Carles VI i la seva esposa Elisabet de Brunswick-Wolfenbüttel.
Perd sa mare a l'edat de 4 anys. Fins al 1755, Etienne de La Porte és el seu governador, a qui li retrà homenatge en un dels seus llibres: "En formar la meva ànima, així com el meu esperit, adquirí tant de drets a la meva gratitud que crec que si jo valia alguna cosa, seria a ell a qui ho deuria."
Als 15 anys, escriu la seva primera obra, Discours sur la profession des armes. El 1751, el seu pare el porta a Viena i el presenta a l'emperador Francesc I i a l'emperadriu Maria Teresa, la qual el fa camarlenc.
El 6 d'agost de 1755, es casa a Viena amb Franziska Xaveria Maria, princesa de Liechtenstein. Entra al servei d'Àustria el mateix any; com a oficial, pren part de manera valerosa en diverses campanyes durant la Guerra dels Set Anys. Participa, entre d'altres, en les batalles de Kolin, de Breslau, de Leuthen i de Hochkirch.
Ascendit a coronel a la batalla de Kunersdorf, és enviat a Versalles per a anunciar la victòria austríaca de Maxen.
Fou nomenat Gran Batlle de l'Hainaut el 1791. Com a diplomàtic, la seva simpatia pels rebels belgues li'n tanca la porta. Durant l'annexió per part de França, el 1792, els seus béns són confiscats. No veurà més el castell de Beloeil, i s'instal·la definitivament a Viena des del 1792 fins a la seva mort.
Viurà llavors bastant pobrament, sense altre ocupació que l'art i la ciència. Caterina II de Rússia, per millorar la seva situació, el converteix en mariscal de camp rus i li dona una terra a Crimea. El crepuscle de la seva vida es produeix en el moment del Congrés de Viena, del qual n'esdevé el "mestre dels plaers" . "És una cosa estranya que veiem aquí, per primera vegada, el plaer conquesta la pau", diu al seu amic Talleyrand. Autor de la famosa frase "El Congrés balla molt, però no funciona", va anunciar la seva pròpia mort (en el seu 79è aniversari) tot dient: "Encara falta una cosa al Congrés: el funeral d'un mariscal de camp; me n'ocuparé."
Manté contactes amb Giacomo Casanova, del qual n'esdevé amic ínitm, Wieland, Germaine de Staël, i entaula correspondència amb Rousseau, Voltaire, Goethe, Frederic II i la tsarina Caterina II (amb qui mantingué correspondència permament).
Charles-Joseph de Ligne fou membre de la lògia brussel·lesa L'Heureuse Rencontre. En 1785 es va fundar la lògia Ligne équitable del Regiment de Ligne, de la qual fou el venerable mestre ·  També fou membre del Grand Orient de Belgique.
El seu funeral va tenir lloc a l'església dels escocesos a Viena i posteriorment va ser enterrat a la capital austríaca.

## Obra literària
L'obra del príncep de Ligne és la d'una figura excepcional que va conèixer de primera mà l'època il·lustrada i l'adveniment de l'Europa napoleònica. La seva literatura, de moltes facetes, té sempre un centre: ell mateix. Va ser un gran retratista, memorialista i aforista. Va escriure també sobre l'art dels jardins i la història militar europea. El sentit de la seva obra és antifilosòfic, és a dir, es va oposar al predomini de la raó i a les reformes preconitzades pels philosophes il·lustrats.
La seva consagració es va iniciar amb la publicació del volum Lettres et pensées du feld-maréchal prince de Ligne (1809), a cura de Madame de Staël, figura de la naixent literatura romàntica. Va ser admirat per Goethe, Lord Byron, Barbey d'Aurevilly i Paul Valéry.
Les seves obres completes inclouen 34 volums, que inclouen:
- Lettres à Eugénie sur les spectacles (1774)
- Céphalide, ou les Autres mariages samnites, comèdia en música (1777)
- Préjugés o Fantaisies militaires (1780)
- Colette et Lucas, comèdia en música (1781)
- Coup d'œil sur Belœil (1781)
- Fantaisies militaires (1783)
- L'Amant ridicule, proverbi en prosa (1787)
- Mélanges militaires, littéraires et sentimentaires (1795-1811)
- Mémoires sur les Juifs (1795-1811)
- Les Embarras, peça en un acte (manuscrit)
- Contes immoraux
- Fragments de l'histoire de ma vie

## Títols
- 7è Príncep de Ligne i del Sacre Imperi,
- Príncep d'Amblise i d'Épinoy,
- Marquès de Roubaix,
- Comte de Fauquemberg i de Nichin,
- Vescomte de Leyden,
- Baró de Werchin, de Belœil, d'Antoing, de Cisoing, de Villiers, de Jeumont,
- Sobirà de Fagnolle,
- Senyor de Baudour, de Ponthoir, de Montrœul, d'Hauterange, de Pommereul, d'Ollignies,

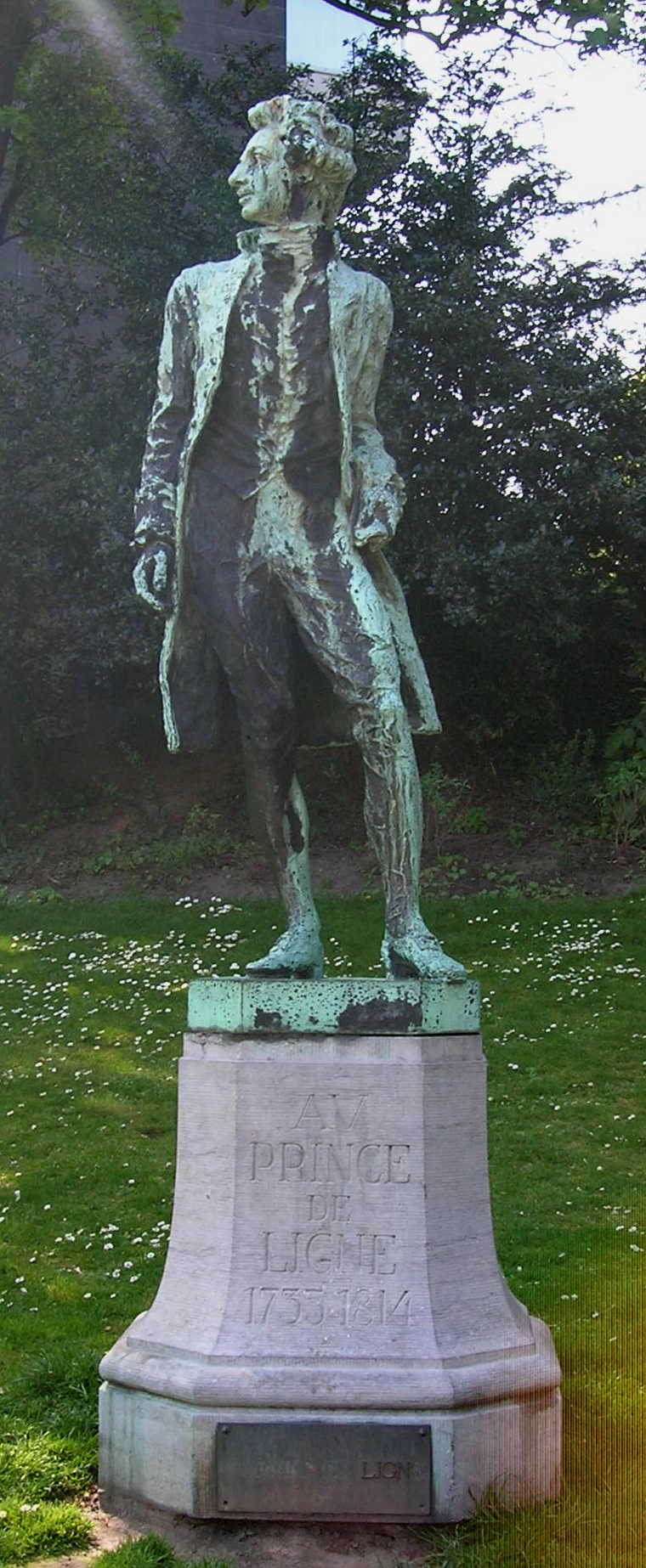
Charles Joseph de Ligne al Parc Egmont de Brussel·les.

- Primer senyor de Flandes.

### Funcions hereditàries
- Gran d'Espanya;
- Par, senescal i mariscal d'Hainaut.

## Núpcies i descedència

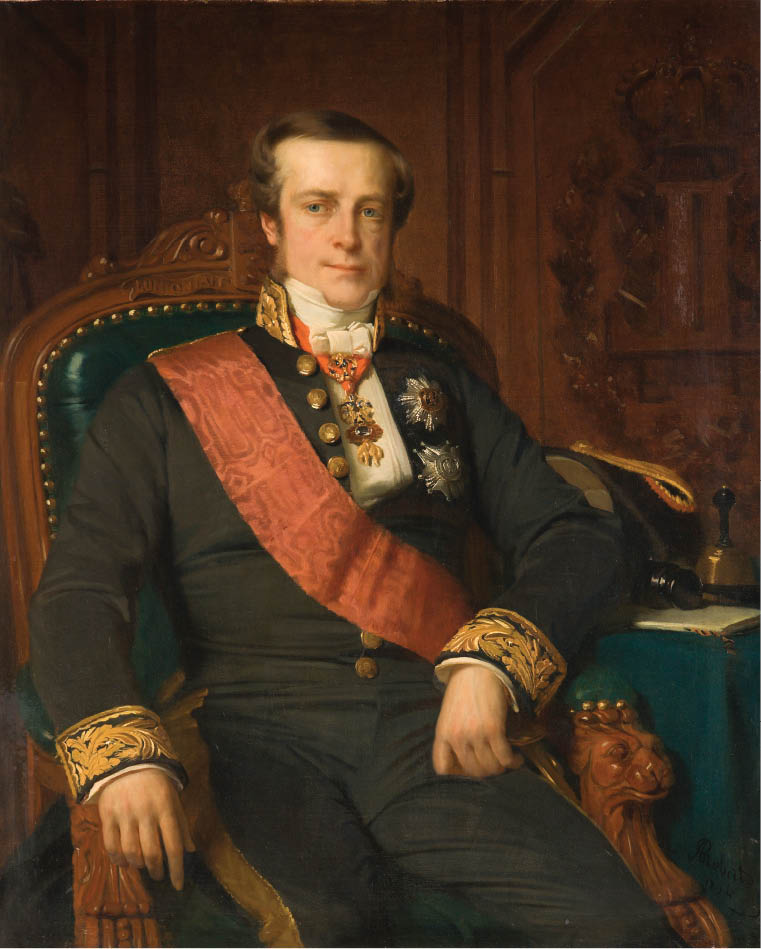
Eugeni, 8è Príncep de Ligne, net

El 6 d'agost de 1755, a Valtice o Feldsberg, Charles-Joseph es va casar amb la princesa Franziska Xaveria Maria de Liechtenstein (Viena, 27 de novembre de 1739 - Viena, 17 de maig de 1821), germana de Franz Josef I de Liechtenstein. La parella va tenir set fills.
- Princesa Marie Christine Leopoldine (25 de maig de 1757. Brussel·les - 13 de setembre de 1830, Teplice)
- Príncep Charles Antoine Joseph Emanuel (25 de setembre de 1759, Brussel·les - 14 de setembre de 1792)
- Príncep Leopold (3 de novembre de 1764 - 6 de gener de 1771)
- Príncep Louis Eugène Marie Lamoral (7 de maig de 1766, Brussel·les - 10 de maig de 1813 a Brussel·les)
- Príncep Adalbert Xavier (26 d'agost de 1767 - 23 de maig de 1771)
- Princesa Euphemie Christine Philippine (18 de juliol de 1773, Brussel·les - 30 de març de 1834, Viena)
- Princesa Flore Adeleide Caroline (8 de novembre de 1775, Brussel·les - 9 de desembre de 1851. Viena)

També va tenir dues filles il·legítimes: "Adèle" (1809-1810) d'Adelaide Fleury; i un altre (?) (1770-1770) d'Angélique d'Hannetaire (1749-1822). Charles-Joseph va legitimar l'any 1810 a la filla il·legítima estimada del seu fill Charles, anomenada "Fanny-Christine" (4 de gener de 1788 - 19 de maig de 1867). Es deua "Titine" en els diaris i cartes de la família; es va casar amb Maurice O'Donnell von Tyrconnell (1780-1843).
El seu net, Eugène, 8è príncep de Ligne (1804-1880), fou un distingit home d'Estat belga, i un altre net, el comte Maximilian Karl Lamoral O'Donnell (1812-1895), va ajudar a salvar la vida de l'emperador Francesc Josep I d'Àustria a Viena el 1853.

## Arbre genealògic
|  |                                                                                     |  |  |  |  |  |  |  |  |  |  |  |  |  |  |  |
|  | 16. Florent de Ligne, 1er Príncep d'Amblise                                         |  |  |  |  |  |  |  |  |  |  |  |  |  |  |  |
|  |                                                                                     |  |  |  |  |  |  |  |  |  |  |  |  |  |  |  |
|  |                                                                                     |  |  |  |  |  |  |  |  |  |  |  |  |  |  |  |
|  | 8. Claudi Lamoral, 3r Príncep de Ligne                                              |  |  |  |  |  |  |  |  |  |  |  |  |  |  |  |
|  |                                                                                     |  |  |  |  |  |  |  |  |  |  |  |  |  |  |  |
|  |                                                                                     |  |  |  |  |  |  |  |  |  |  |  |  |  |  |  |
|  | 17. Lluïsa de Lorraine-Mercœur                                                      |  |  |  |  |  |  |  |  |  |  |  |  |  |  |  |
|  |                                                                                     |  |  |  |  |  |  |  |  |  |  |  |  |  |  |  |
|  |                                                                                     |  |  |  |  |  |  |  |  |  |  |  |  |  |  |  |
|  | 4. Enric, 4t Príncep de Ligne                                                       |  |  |  |  |  |  |  |  |  |  |  |  |  |  |  |
|  |                                                                                     |  |  |  |  |  |  |  |  |  |  |  |  |  |  |  |
|  |                                                                                     |  |  |  |  |  |  |  |  |  |  |  |  |  |  |  |
|  | 18. Joan VIII de Nassau-Siegen                                                      |  |  |  |  |  |  |  |  |  |  |  |  |  |  |  |
|  |                                                                                     |  |  |  |  |  |  |  |  |  |  |  |  |  |  |  |
|  |                                                                                     |  |  |  |  |  |  |  |  |  |  |  |  |  |  |  |
|  | 9. Comtessa Clara-Maria de Nassau-Siegen                                            |  |  |  |  |  |  |  |  |  |  |  |  |  |  |  |
|  |                                                                                     |  |  |  |  |  |  |  |  |  |  |  |  |  |  |  |
|  |                                                                                     |  |  |  |  |  |  |  |  |  |  |  |  |  |  |  |
|  | 19. Ernestina Iolanda de Ligne                                                      |  |  |  |  |  |  |  |  |  |  |  |  |  |  |  |
|  |                                                                                     |  |  |  |  |  |  |  |  |  |  |  |  |  |  |  |
|  |                                                                                     |  |  |  |  |  |  |  |  |  |  |  |  |  |  |  |
|  | 2. Claudi Lamoral, 6è Príncep de Ligne                                              |  |  |  |  |  |  |  |  |  |  |  |  |  |  |  |
|  |                                                                                     |  |  |  |  |  |  |  |  |  |  |  |  |  |  |  |
|  |                                                                                     |  |  |  |  |  |  |  |  |  |  |  |  |  |  |  |
|  | 20. Enrique de Aragón Folc de Cardona y Córdoba, 5è Duc de Segorbe                  |  |  |  |  |  |  |  |  |  |  |  |  |  |  |  |
|  |                                                                                     |  |  |  |  |  |  |  |  |  |  |  |  |  |  |  |
|  |                                                                                     |  |  |  |  |  |  |  |  |  |  |  |  |  |  |  |
|  | 10. Luis de Aragón y Fernández de Córdoba, 6è Duc de Segorbe                        |  |  |  |  |  |  |  |  |  |  |  |  |  |  |  |
|  |                                                                                     |  |  |  |  |  |  |  |  |  |  |  |  |  |  |  |
|  |                                                                                     |  |  |  |  |  |  |  |  |  |  |  |  |  |  |  |
|  | 21. Catalina Fernández de Córdova Figueroa Enríquez de Ribera y Cortés              |  |  |  |  |  |  |  |  |  |  |  |  |  |  |  |
|  |                                                                                     |  |  |  |  |  |  |  |  |  |  |  |  |  |  |  |
|  |                                                                                     |  |  |  |  |  |  |  |  |  |  |  |  |  |  |  |
|  | 5. Juana Mónica de Aragón y Benavides de Cordona y de Córdoba                       |  |  |  |  |  |  |  |  |  |  |  |  |  |  |  |
|  |                                                                                     |  |  |  |  |  |  |  |  |  |  |  |  |  |  |  |
|  |                                                                                     |  |  |  |  |  |  |  |  |  |  |  |  |  |  |  |
|  | 22. Diego de Benavides de La Cueva y Bazan, 8è Comte de Santisteban del Puerto      |  |  |  |  |  |  |  |  |  |  |  |  |  |  |  |
|  |                                                                                     |  |  |  |  |  |  |  |  |  |  |  |  |  |  |  |
|  |                                                                                     |  |  |  |  |  |  |  |  |  |  |  |  |  |  |  |
|  | 11. María Teresa de Benavídes Dávila y Corella                                      |  |  |  |  |  |  |  |  |  |  |  |  |  |  |  |
|  |                                                                                     |  |  |  |  |  |  |  |  |  |  |  |  |  |  |  |
|  |                                                                                     |  |  |  |  |  |  |  |  |  |  |  |  |  |  |  |
|  | 23. Antonia Davila y Corella, 10è Comtessa de Consentayna, 7a Marquesa de las Navas |  |  |  |  |  |  |  |  |  |  |  |  |  |  |  |
|  |                                                                                     |  |  |  |  |  |  |  |  |  |  |  |  |  |  |  |
|  |                                                                                     |  |  |  |  |  |  |  |  |  |  |  |  |  |  |  |
|  | 1. Charles-Joseph, 7è Príncep de Ligne                                              |  |  |  |  |  |  |  |  |  |  |  |  |  |  |  |
|  |                                                                                     |  |  |  |  |  |  |  |  |  |  |  |  |  |  |  |
|  |                                                                                     |  |  |  |  |  |  |  |  |  |  |  |  |  |  |  |
|  | 24. Leopold Felip Carles, Príncep de Salm                                           |  |  |  |  |  |  |  |  |  |  |  |  |  |  |  |
|  |                                                                                     |  |  |  |  |  |  |  |  |  |  |  |  |  |  |  |
|  |                                                                                     |  |  |  |  |  |  |  |  |  |  |  |  |  |  |  |
|  | 12. Carles Teodor de Salm                                                           |  |  |  |  |  |  |  |  |  |  |  |  |  |  |  |
|  |                                                                                     |  |  |  |  |  |  |  |  |  |  |  |  |  |  |  |
|  |                                                                                     |  |  |  |  |  |  |  |  |  |  |  |  |  |  |  |
|  | 25. Comtessa Maria Anna de Bronckhorst-Batenburg                                    |  |  |  |  |  |  |  |  |  |  |  |  |  |  |  |
|  |                                                                                     |  |  |  |  |  |  |  |  |  |  |  |  |  |  |  |
|  |                                                                                     |  |  |  |  |  |  |  |  |  |  |  |  |  |  |  |
|  | 6. Lluís Otó de Salm                                                                |  |  |  |  |  |  |  |  |  |  |  |  |  |  |  |
|  |                                                                                     |  |  |  |  |  |  |  |  |  |  |  |  |  |  |  |
|  |                                                                                     |  |  |  |  |  |  |  |  |  |  |  |  |  |  |  |
|  | 26. Eduard del Palatinat                                                            |  |  |  |  |  |  |  |  |  |  |  |  |  |  |  |
|  |                                                                                     |  |  |  |  |  |  |  |  |  |  |  |  |  |  |  |
|  |                                                                                     |  |  |  |  |  |  |  |  |  |  |  |  |  |  |  |
|  | 13. Lluïsa Maria del Palatinat                                                      |  |  |  |  |  |  |  |  |  |  |  |  |  |  |  |
|  |                                                                                     |  |  |  |  |  |  |  |  |  |  |  |  |  |  |  |
|  |                                                                                     |  |  |  |  |  |  |  |  |  |  |  |  |  |  |  |
|  | 27. Anna Gonzaga                                                                    |  |  |  |  |  |  |  |  |  |  |  |  |  |  |  |
|  |                                                                                     |  |  |  |  |  |  |  |  |  |  |  |  |  |  |  |
|  |                                                                                     |  |  |  |  |  |  |  |  |  |  |  |  |  |  |  |
|  | 3. Princesa Elisabet Alexandrina de Salm                                            |  |  |  |  |  |  |  |  |  |  |  |  |  |  |  |
|  |                                                                                     |  |  |  |  |  |  |  |  |  |  |  |  |  |  |  |
|  |                                                                                     |  |  |  |  |  |  |  |  |  |  |  |  |  |  |  |
|  | 28. Joan-Lluís de Nassau-Hadamar                                                    |  |  |  |  |  |  |  |  |  |  |  |  |  |  |  |
|  |                                                                                     |  |  |  |  |  |  |  |  |  |  |  |  |  |  |  |
|  |                                                                                     |  |  |  |  |  |  |  |  |  |  |  |  |  |  |  |
|  | 14. Maurici Enric de Nassau_Hadamar                                                 |  |  |  |  |  |  |  |  |  |  |  |  |  |  |  |
|  |                                                                                     |  |  |  |  |  |  |  |  |  |  |  |  |  |  |  |
|  |                                                                                     |  |  |  |  |  |  |  |  |  |  |  |  |  |  |  |
|  | 29. Comtessa Úrsula de Lippe-Detmold                                                |  |  |  |  |  |  |  |  |  |  |  |  |  |  |  |
|  |                                                                                     |  |  |  |  |  |  |  |  |  |  |  |  |  |  |  |
|  |                                                                                     |  |  |  |  |  |  |  |  |  |  |  |  |  |  |  |
|  | 7. Princesa Albertina Joana de Nassau                                               |  |  |  |  |  |  |  |  |  |  |  |  |  |  |  |
|  |                                                                                     |  |  |  |  |  |  |  |  |  |  |  |  |  |  |  |
|  |                                                                                     |  |  |  |  |  |  |  |  |  |  |  |  |  |  |  |
|  | 30. Salentin Ernest, Comte de Manderscheid-Blankenheim                              |  |  |  |  |  |  |  |  |  |  |  |  |  |  |  |
|  |                                                                                     |  |  |  |  |  |  |  |  |  |  |  |  |  |  |  |
|  |                                                                                     |  |  |  |  |  |  |  |  |  |  |  |  |  |  |  |
|  | 15. Comtessa Anna Lluïsa de Manderscheid-Blankenheim                                |  |  |  |  |  |  |  |  |  |  |  |  |  |  |  |
|  |                                                                                     |  |  |  |  |  |  |  |  |  |  |  |  |  |  |  |
|  |                                                                                     |  |  |  |  |  |  |  |  |  |  |  |  |  |  |  |
|  | 31. Comtessa Ernestina zu Sayn-Wittgenstein                                         |  |  |  |  |  |  |  |  |  |  |  |  |  |  |  |
|  |                                                                                     |  |  |  |  |  |  |  |  |  |  |  |  |  |  |  |
|  |                                                                                     |  |  |  |  |  |  |  |  |  |  |  |  |  |  |  |